# Raymond, Minnesota
Raymond är en ort i Kandiyohi County i delstaten Minnesota, USA.